# Pézy
Pézy ist eine Ortschaft und eine ehemalige französische Gemeinde mit zuletzt 244 Einwohnern (Stand: 2013) im Département Eure-et-Loir in der Region Centre-Val de Loire. Sie gehörte zum Kanton Voves und zum Arrondissement Chartres.
Mit Wirkung vom 1. Januar 2016 wurden die früheren Gemeinden Pézy und Theuville zur namensgleichen Commune nouvelle Theuville zusammengeschlossen. In der neuen Gemeinde wurde ihnen der Status einer Commune déléguée jedoch nicht zuerkannt. Der Verwaltungssitz befindet sich im Ort Theuville.

## Lage
Nachbarorte sind Theuville im Norden und im Osten, Villeneuve-Saint-Nicolas im Süden, Montainville im Südwesten, Boncé im Westen und Dammarie im Nordwesten.

## Bevölkerungsentwicklung

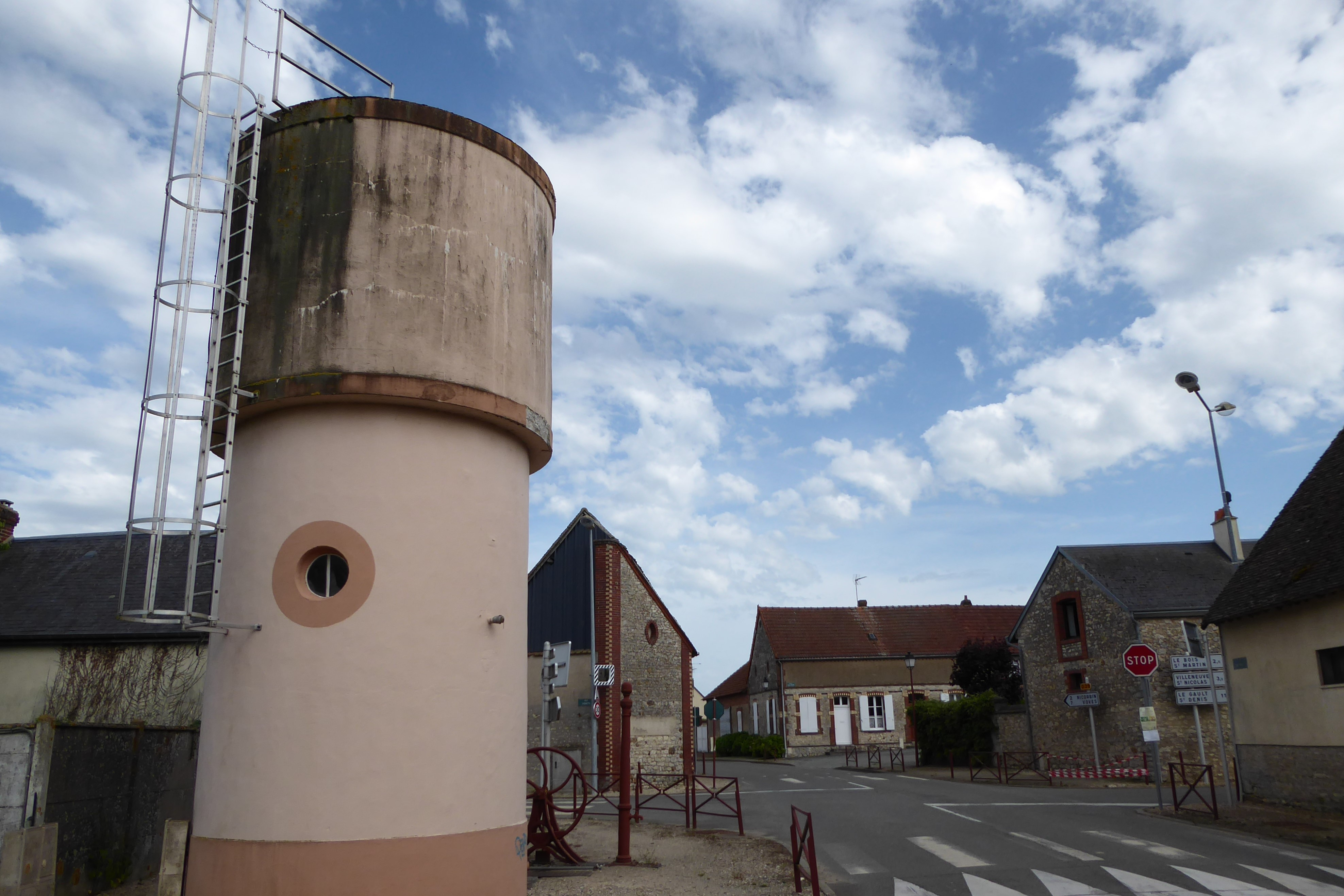
Wasserturm in Pézy

| Jahr      | 1962 | 1968 | 1975 | 1982 | 1990 | 1999 | 2008 | 2013 |
| --------- | ---- | ---- | ---- | ---- | ---- | ---- | ---- | ---- |
| Einwohner | 166  | 133  | 129  | 105  | 181  | 187  | 250  | 244  |